# ريموستيل

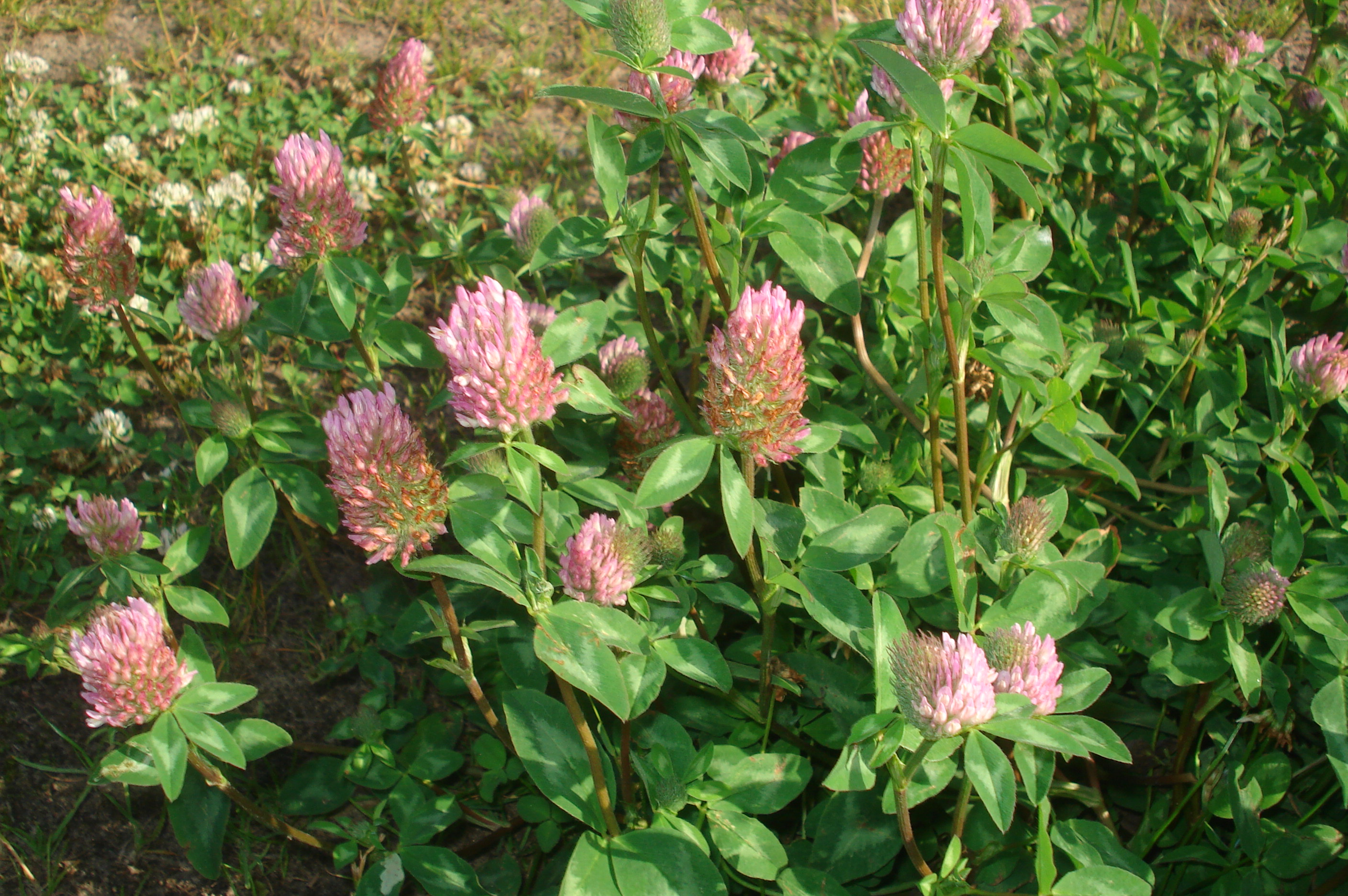
نفل المروج

ريموستيل هو مكمل غذائي ومستخلص من إيزوفلافون من نفل المروج والذي كان قيد التطوير بواسطة كازيا ثيرابيوتكس (نوفوجين سابقًا) للوقاية من هشاشة العظام بعد انقطاع الطمث وأمراض القلب والأوعية الدموية ولعلاج أعراض انقطاع الطمث وفرط شحميات الدم ولكن لم يوافق عليه للاستخدام الطبي. غني باستروجين نباتي أيزوفلافون مثل فورمونونيتين، بيوشانين، دايدزين، وجينيستين، ويُقترح أن يكون بمثابة مُعدِّل انتقائي لمستقبلات الاستروجين، مع تأثيرات الاستروجين ومضادات الاستروجين في الأنسجة المختلفة. وصل المستخلص إلى المرحلة الثانية من التجارب السريرية لاضطرابات القلب والأوعية الدموية، وفرط شحميات الدم، وهشاشة العظام بعد انقطاع الطمث قبل التوقف عن تطويره في عام 2007.

## انظر أيضًَا
- فيماريل